# Sharjah FC
Sharjah SC (Arabisch: نادي الشارقة الرياضي) is een professionele voetbalclub uit Sharjah in de Verenigde Arabische Emiraten.
De club heette bij de oprichting Al-Orouba Club, maar na de fusie in 1974 met Al-Khaleej werd de naam gewijzigd in het huidige Sharjah SC. Op 5 januari 2020 werd bekend dat Sharjah FC een samenwerkingsverband aan gaat met AFC Ajax. Beide clubs tekenden een overeenkomst voor 3 jaar, waarbij de focus ligt op de jeugdopleiding. 

## Erelijst

### Nationaal
- UAE Pro League: 1974, 1987, 1989, 1994, 1996, 2019
- UAE Division One: 1993
- UAE President's Cup: 1979, 1980, 1982, 1983, 1991, 1995, 1998, 2003, 2022, 2023
- UAE League Cup: 2023
- UAE Super Cup: 1994, 2019, 2022
- Joint League Cup: 1977

### Regionaal
- GCC Champions League: 1991

### Continentaal
- AFC Champions League Two: 2025

## Bekende (oud-)spelers
- Paco Alcácer
- Bernard Anício Caldeira Duarte
- Kostas Manolas
- Miralem Pjanic